# ناصرالدین در خجند
ناصرالدین در خجند با نام دیگر «شاهزاده طلسم شده» فیلم کمدی محصول سال ۱۹۵۹ کشور اتحاد جماهیر شوروی است. پریمیر این فیلم در دسامبر ۱۹۵۹ در دوشنبه صورت گرفت.

## بازیگران
- گورگن تونونتس
- استالینا آزاماتووا